# 宇和島市立吉田中学校
宇和島市立吉田中学校（うわじましりつよしだちゅうがっこう）は、愛媛県宇和島市吉田町にある公立中学校。

## 沿革
- 1968年（昭和43年）4月1日 - 吉田東中学校・吉田南中学校・吉田西中学校の3校を統合し吉田町立吉田中学校が開校。
- 2005年（平成17年）8月1日 - 市町村合併により、宇和島市立吉田中学校となる。

## 著名な出身者
- 大塚裕子 - 元新体操選手[1]。ソウルオリンピック新体操競技に出場。